# Газела на Томсън
Газела на Томсън (Eudorcas thomsonii) е вид бозайник от семейство Кухороги, живеещ в Африка. Числеността на вида наброява около половин милион. Наречена е в чест на шотландския изследовател Джоузеф Томсън (1858 – 1895).

## Външен вид
Женските газели са високи 55 – 64 cm, а мъжките 60 – 70 cm, с тегло 13 – 24 kg. Те са със светлокафява козина, която е бяла по долната част на тялото, с черна ивица отстрани на корема и гърдите. Рогата им са сравнително дълги и лировидно извити в края. Бялата част на козината никога не надхвърля опашката. Много пъти видът се бърка с газелата на Грант, при която бялата козина заобикаля опашката към кръстната област и черната ивица отстрани почти винаги отсъства.

## Начин на живот и разпространение
Газелите на Томсън обитават Източна Африка в савани и открити тревисти местности на Кения и Танзания, а така също и в Етиопия, Сомалия и Судан. Те ядат ниска растителност и трева. По-голямата част от водата, от която се нуждаят, се набавя посредством храната. Въпреки че числеността на газелите е голяма, обхватът на територията, която те населяват, не е голям. За гепардите, населяващи този район, газелата на Томсън е предпочитаната плячка.

## Структура на стадото и поведение
Самките живеят заедно в стада от около 60 индивида. В Серенгети стадата често надхвърлят и хиляда глави. Самците живеят в очертанията на маркирана от тях територия, където ухажват всяка една женска, намираща се в нея. Във времето извън периода на ухажване мъжките живеят в малки стада с други мъжки или в смесени стада. Мъжките защитават маркираната от тях територия, като се сбиват с противника с помощта на рогата. Газелите на Томсън са социални животни, които добре съжителстват и с други тревопасни видове, като образуват общи стада с тях. Такива са антилопите гну, газелите на Грант и зебрите, като извършват и сезонни миграции с тях.

## Размножаване и естествени врагове
Женската ражда по едно малко след 5 – 6 месечна бременност. За разлика от останалите копитни животни, тя е единствената, която може да роди два пъти в годината.
В дивата природа газелите преживяват до 10 – 15 годишна възраст, въпреки че често се оказват жертва на големите африкански котки, хиени и павиани. Половината от всички новородени стават плячка на хищници още преди да достигнат зряла възраст.